# Colle dell'Autaret
Il Colle dell'Autaret (3 077 m s.l.m., il francese Col de l'Autaret) è un valico delle Alpi Graie posto sul confine tra Italia e Francia.

## Toponimo
Secondo il Jaccard, il nome Autaret, comune a molte montagne e valichi della zona alpina occidentale (anche nella variante Lautaret), significherebbe altare (riconducibile al latino altar), e sarebbe legato alla presenza di antichi altari precristiani in questi luoghi. Il D'Amico lo fa invece risalire alla radice celtica aut, con significato di luogo elevato.

## Descrizione
Mette in comunicazione le Valli di Lanzo con Vallon de la Lombarde (vallone laterale della Maurienne). Si apre tra la Punta Costan (3 290 m, a sud-ovest) e la Punta Autaret (3 280 m, a nord-est). Nei pressi del colle sul confine è presente una croce di legno con le scritte ITALIA sul lato rivolto a est e FRANCE sul lato rivolto a ovest. 
Secondo la classificazione orografica SOIUSA il colle separa la Catena Rocciamelone-Charbonnel dalla Catena Arnas-Ciamarella.
Dal versante italiano sotto il colle sono presenti alcuni laghi alpini denominati laghi dell'Autaret.

## Storia

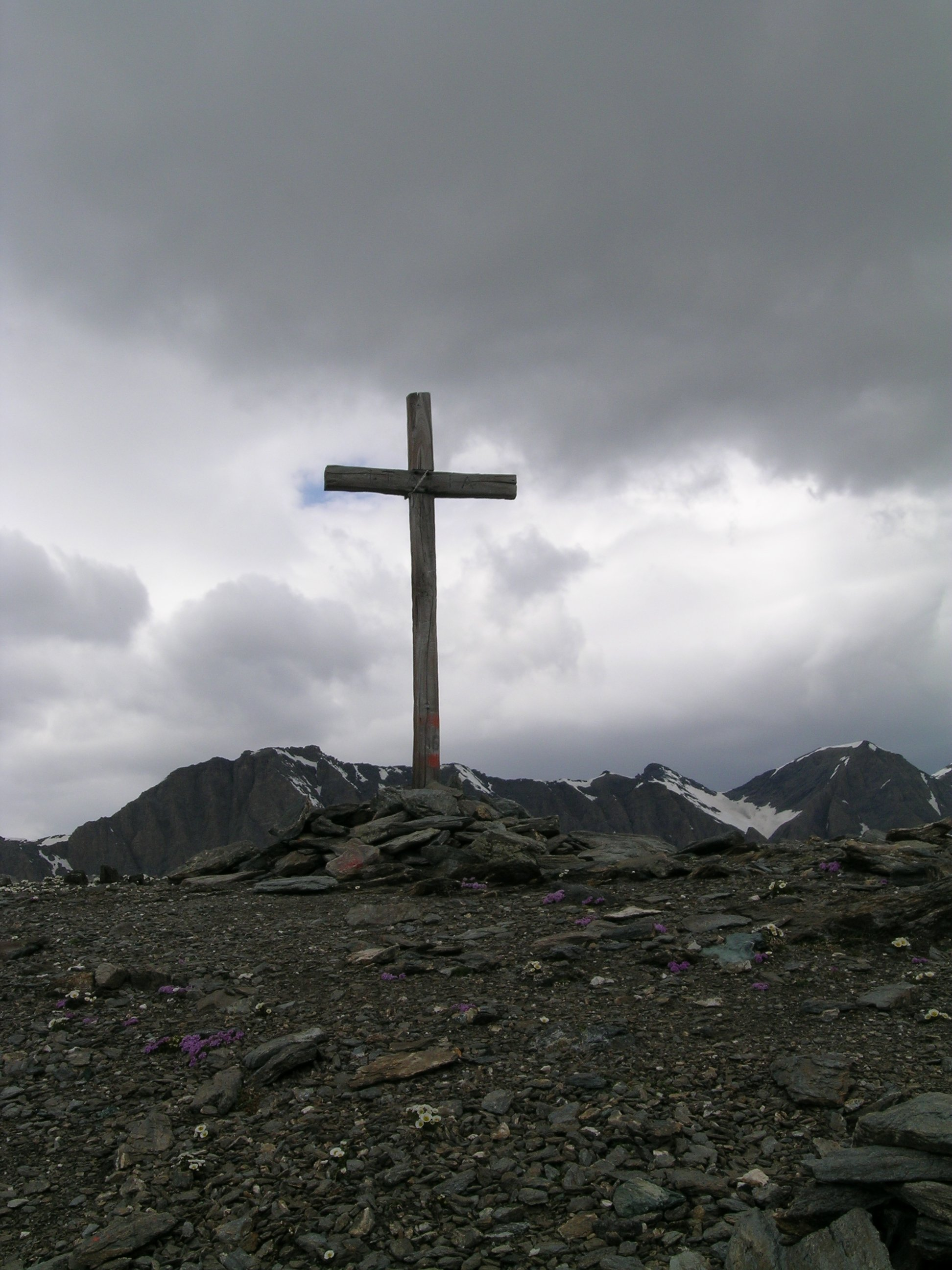
La Croce di confine vista verso la Francia

Secondo alcuni il colle fu il luogo per il quale Annibale nel 218 a.C. valicò le Alpi nella sua marcia verso l'Italia., teoria supportata anche dalle ricerche eseguite per redigere libri di narrativa, in cui vi sono delle descrizioni del viaggio e viene data una interpretazione alla statua in alto rilievo custodita al museo di Usseglio raffigurante una sacerdotessa druidica celtica. In realtà si tratta di una raffigurazione della fine del XV secolo di San Bernardo da Mentone, con il diavolo incatenato ai suoi piedi, come nell'iconografia tradizionale di questo santo esorcista e venerato soprattutto presso i valichi, come correttamente illustrato nel museo di Usseglio.

## Punti di appoggio
- Rifugio Vulpot
- Rifugio Luigi Cibrario

## Cartografia
- Cartografia ufficiale italiana dell'Istituto Geografico Militare (IGM) in scala 1:25.000 e 1:100.000[8]
- Cartografia ufficiale francese dell'Institut géographique national (IGN)[9]
- Istituto Geografico Centrale - Carta dei sentieri e dei rifugi scala 1:50.000 n. 2 Valli di Lanzo e Moncenisio
- Istituto Geografico Centrale - Carta dei sentieri e dei rifugi scala 1:25.000 n.110 Alte Valli di Lanzo (Rocciamelone - Uja di Ciamarella - Le Levanne)